# Porto di Cherson
Il Porto di Cherson, o in modo più esteso porto commerciale marittimo di Cherson (in ucraino Херсонський морський торговельний порт?, Chersons'kyj mors'kyj torhovel'nyj port; in russo Херсонский морской порт?, Chersonskij morskoj port), è il porto della città di Cherson  nell'omonimo oblast in Ucraina e risale ai primi anni dopo la fondazione della città, avvenuta nel 1778.

## Storia

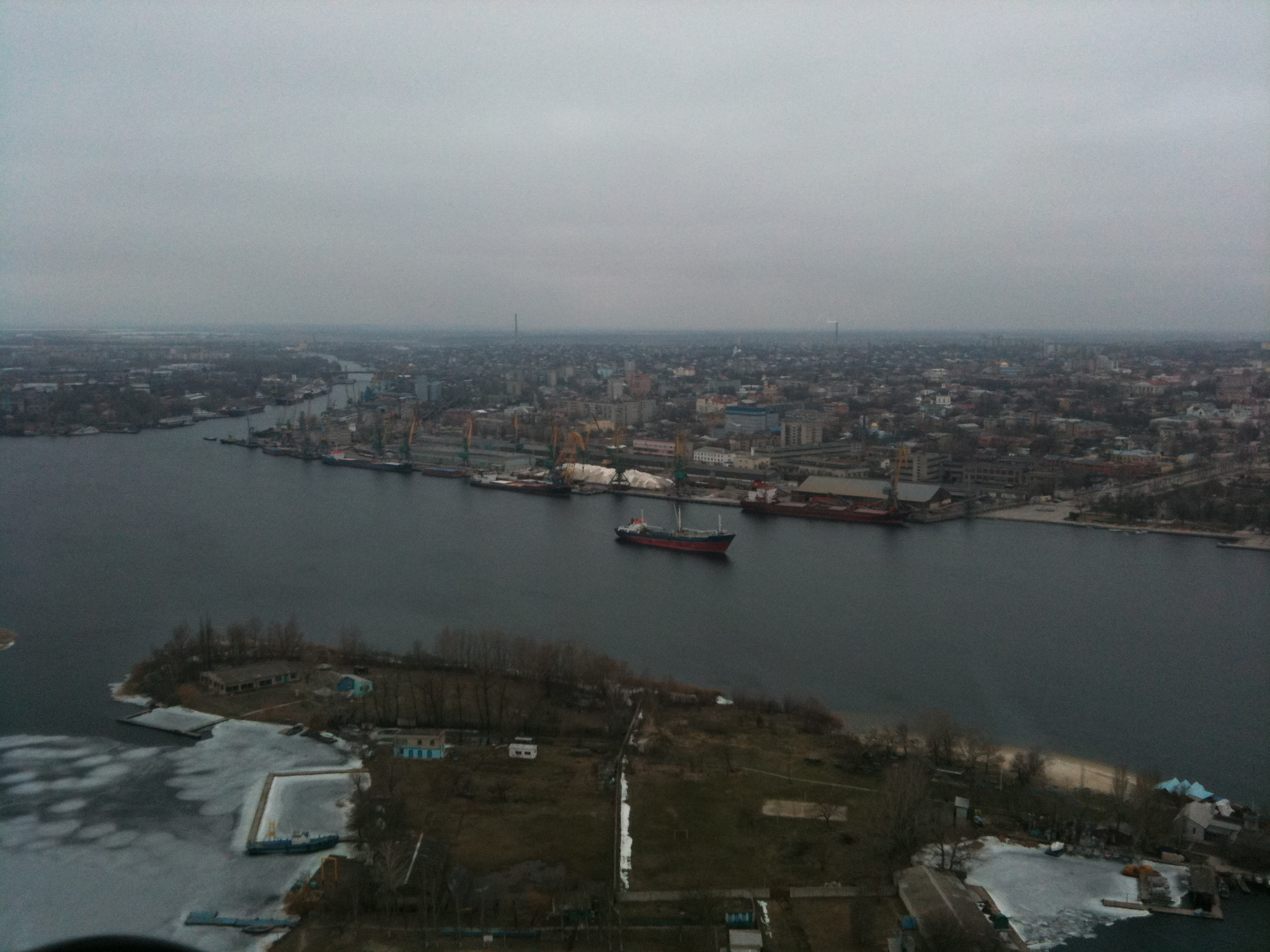
Area portuale

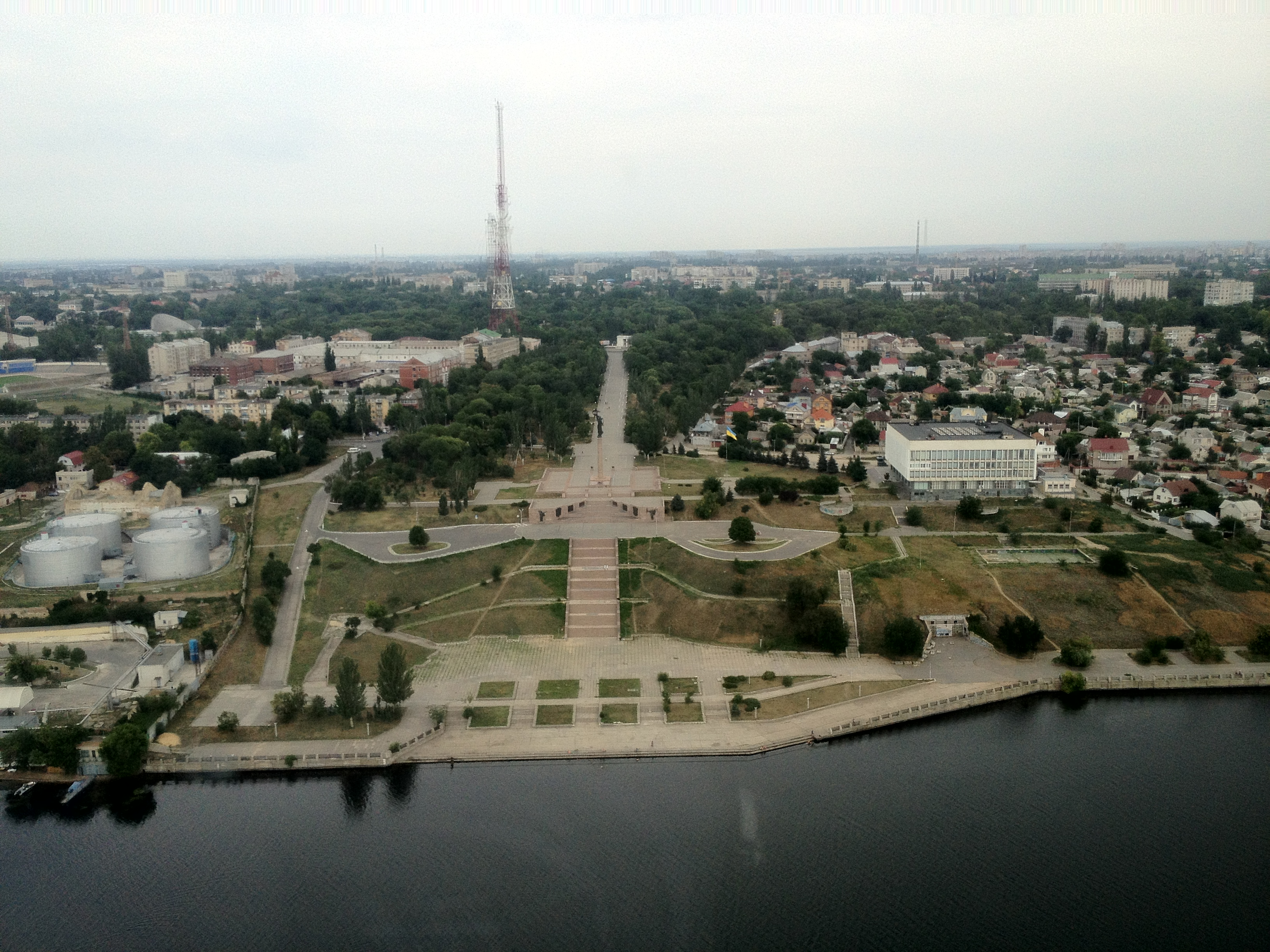
Zona monumentale

Dopo la fondazione della città di Cherson per volontà di Caterina II di Russia, che intendeva proteggere i territori a sud dell'Impero russo, si decise anche che quel punto sulla foce del Dnepr sarebbe stato adatto per un cantiere navale, un molo commerciale e una fortificazione da utilizzare come base per la flotta del Mar Nero da poco creata.
Il nome della città fu scelto per la sua vicinanza all'antica Chersoneso Taurica ed ebbe il significato di sancire una continuità con l'antico impero bizantino. Il cantiere divenne in breve tempo molto attivo inducendo un aumento demografico e urbanistico in tutta l'area. Nel porto transitavano in entrata e in uscita merci tra le più diverse come legname, lana, generi alimentari, minerali e metalli, seta e spezie.
Dopo la fine della seconda guerra mondiale il porto commerciale marittimo divenne uno dei principali nel mar Nero dell'Unione Sovietica.

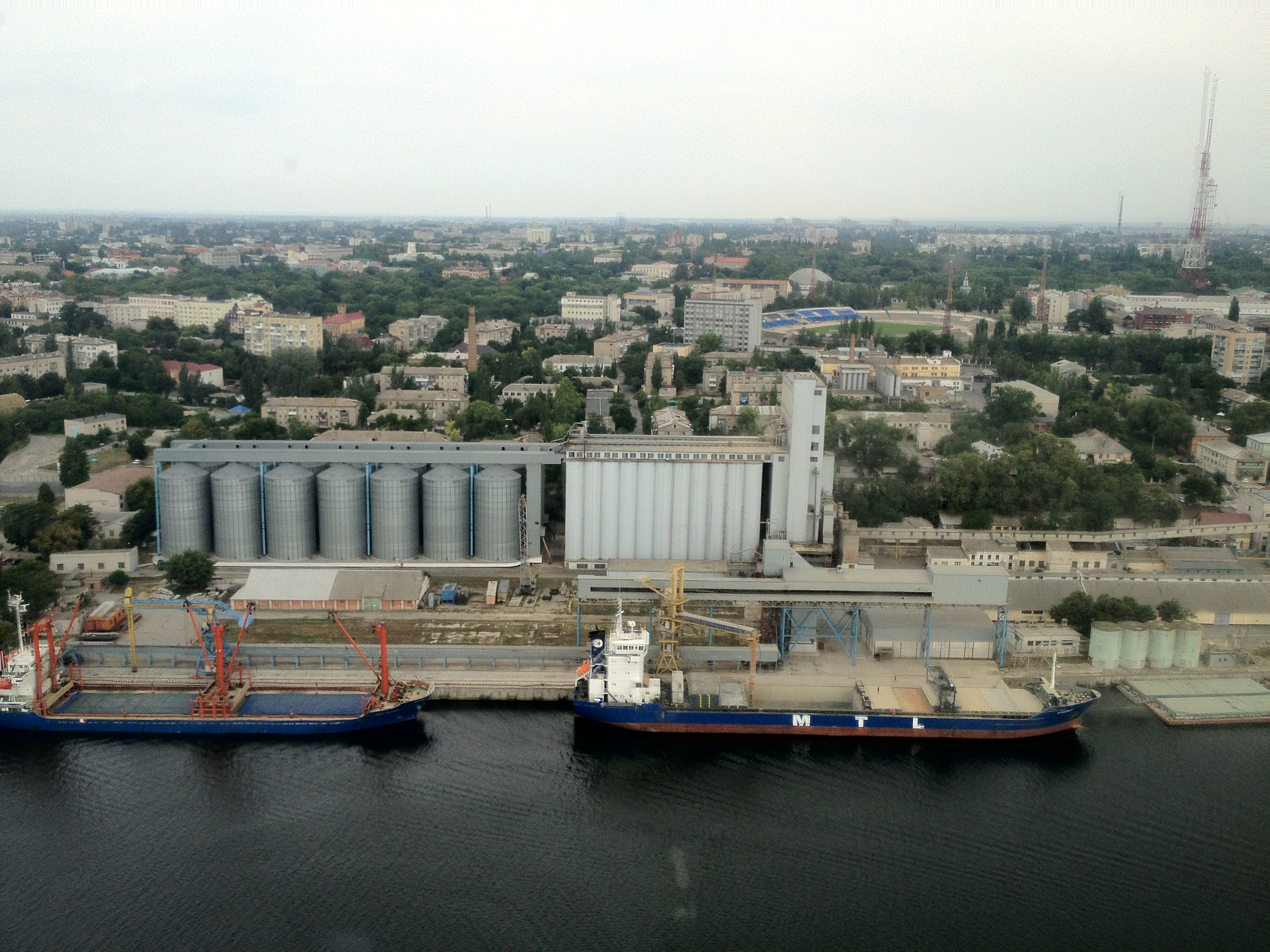
Silos e depositi portuali

Con l'invasione dell'Ucraina del 2022 la città e il porto sono state occupate dalle forze armate della Federazione Russa.

## Descrizione
Il porto si trova nel delta del fiume Dnepr sulla riva destra del ramo principale a sud dell'abitato.
La struttura portuale è attrezzata per ogni tipologia di merce e si dedica al commercio internazionale. I volumi maggiori riguardano fertilizzanti minerali, sostanze chimiche, cereali, metalli ferrosi, coke, carbone e legname. Dal porto partono linee ferroviarie e stradali dirette verso l'interno del Paese.